# Nèfol
Nèfol és un poble del municipi de Bellver de Cerdanya. Situat a 1.250 m d'altitud, a 3,7 km de Bellver de Cerdanya i a la dreta del torrent del Pi. És limítrof amb el Parc Natural del Cadí-Moixeró.

## Història
Es va abandonar a finals dels anys 70 del segle XX i ha estat rehabilitat l'any 2000. Es va començar rehabilitant les cases de Cal Barrau i Cal Pesolet, que encara eren dretes.
Nèfol està inclòs a l'Acta de consagració de la Catedral d'Urgell (ACCU) del 839, com un dels 129 pobles corresponents al comtat que hi són enumerats. En algunes fonts se cita la parròquia de Sant Thomas de Nefal.
Depenia eclesiàsticament de la parròquia de Pi i en l'àmbit alodial depenia del Senyor de Pi.
El 1717 s'incorpora al municipi de Bellver de Cerdanya.
El 1787 Nèfol compta entre 25 i 50 habitants, segons l'estudi de Josep Mª Prat Forga.
El 2017 compta amb 8 veïns.

## Toponímia
El nom de Nèfol, ja fou estudiat per Joan Coromines i Vigneaux, el qual el feia derivar del llatí Nimphulum, similar al Nymphaeum diví, lloc consagrat a les deesses aquàtiques (Onom.Cat. III, 166b). La seva interpretació pren força en el moment en què aquest nimfeu es podria posar en relació amb el jaciment, però sobretot en contrastar-ho amb altres dades toponímiques del sector com els noms de Ciringa i Neriniano (...)"

## Cal Pesolet

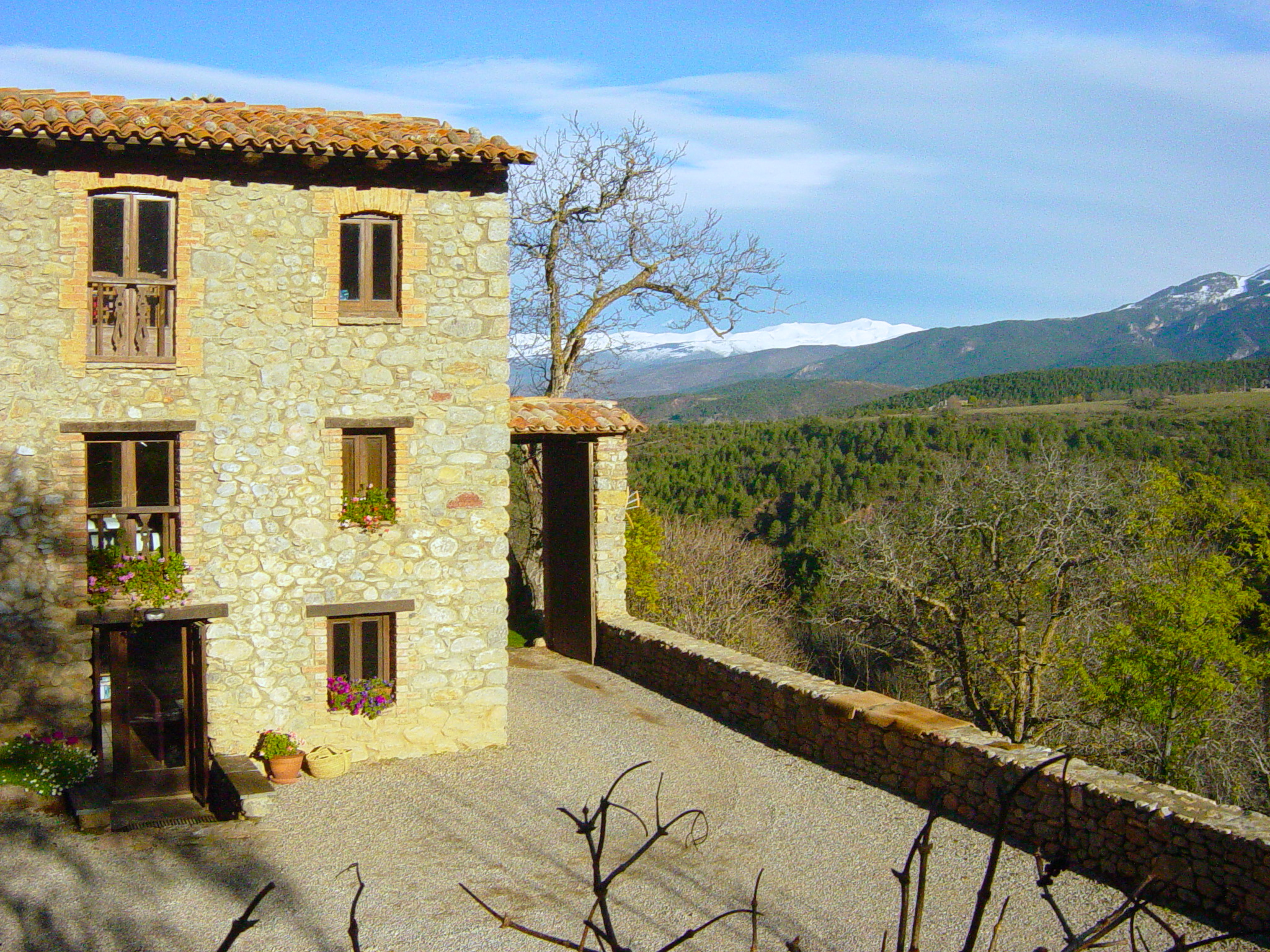
Cal Pesolet

La casa, d'estructura típicament cerdana, avui és una casa de turisme rural. Es va edificar en 3 fases, sent l'edificació actual del s. XVIII. Consta en el Registre de la propietat de la Seu d'Urgell que l'hereda Juan Montané Antich qui mor el 15/03/1887 als 35 anys. La casa fou de les famílies Montané Grau, Montané Oliu, Montané Servat i Montané Casanovas, quan es va abandonar cap a finals dels anys 70. Es va rehabilitar l'any 1999 conservant-ne l'estructura, les parets exteriors i la comunera, quan es va començar a recuperar el poble. L'any 2013 es suma a les energies renovables i avui és un establiment turístic sostenible (número al Registre Turístic de Catalunya Arxivat 2016-03-10 a Wayback Machine. PL-000746).